# سيغفريد ووالتر جونتر

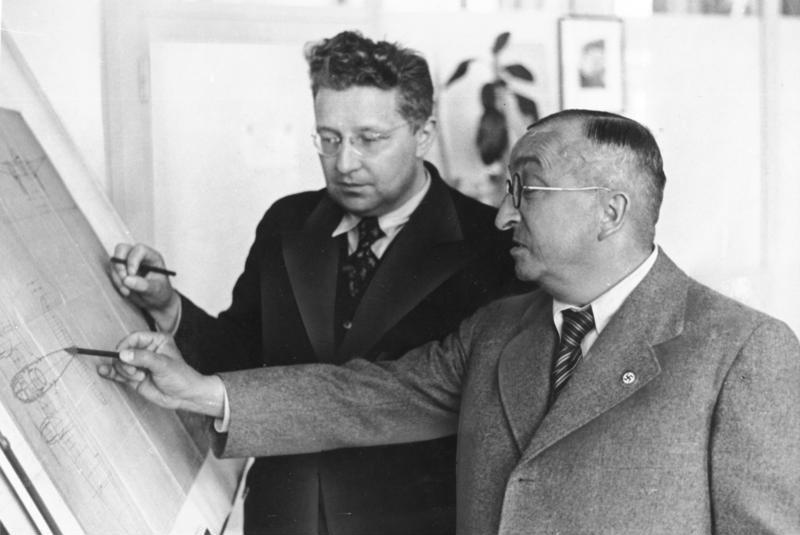
إرنست هينكل (يمين) مع سيغفريد غونتر.

سيغفريد جونتر (8 ديسمبر 1899 – 20 يونيو 1969) ووالتر جونتر (8 ديسمبر 1899 – 21 سبتمبر 1937) كانا الأخوين التوأم الألماني ومصممي الطائرات الرائدين. كان والتر مسؤولاً عن أول هياكل جوية في العالم تعمل بالطاقة الصاروخية وتيربويت، وهي مشروعات تمولها ألمانيا النازية.  كان سيغفريد والد «نظرية تعديل التوجه». 

## Heinkel Flugzeugwerke
في 16 يناير 1931، قام ارنست هنكل بتجنيد Siegfried Günter للعمل في شركته هاينكل في روستوك، وانضم Walter إلى الشركة في 31 يوليو 1931، حيث كان مسؤولاً عن تطوير أنفاق رياح منخفضة وعالية السرعة.   كان هناك لتصميم بعض من أهم وأشهر التصميمات المرتبطة بالشركة، بما في ذلك هاينكل هي 51 و هاينكل إتش إي 70 و هي 112 وهي100 وهي111. صمم والتر أول جهاز هبوط قابل للسحب على الإطلاق في ألمانيا للطائرة هي 70، وهي طائرة صممها سيغفريد بشكل أساسي.

## موت والتر
قتل والتر في حادث سيارة في 21 سبتمبر 1937. 

## فترة ما بعد الحرب

### الاتحاد السوفياتي
بعد الحرب العالمية الثانية، عمل سيغفريد في برلين في متجر سيارات والده. اقترب من الحلفاء وعرض عليهم خبرته، والتي تم رفضها مع طلبه للجوء، مما اضطره إلى العودة إلى القطاع السوفيتي.  في عام 1948 تم نقله إلى الاتحاد السوفياتي من قبل عملاء الاتحاد السوفياتي حيث عمل على تصاميم الطائرات السوفيتية. 

### شرق ألمانيا
في يوليو 1954 عاد سيغفريد إلى ألمانيا الشرقية. 

### ألمانيا الغربية
في عام 1957، ذهب سيغفريد إلى ألمانيا الغربية، حيث انضم مرة أخرى إلى أعمال هينكل. شارك في بناء EWR VJ 101، أول طائرة إقلاع وهبوط عمودي/قصير الأسرع من الصوت في العالم وطائرة إقلاع وهبوط عمودي/قصير للنقل VC 400. سواء كانت تصميمات تجريبية ولم ترَ قط إنتاجًا مسلسلاً. 

## موت سيجفريد
توفي سيغفريد في برلين في 20 يونيو 1969. 